# Campeon

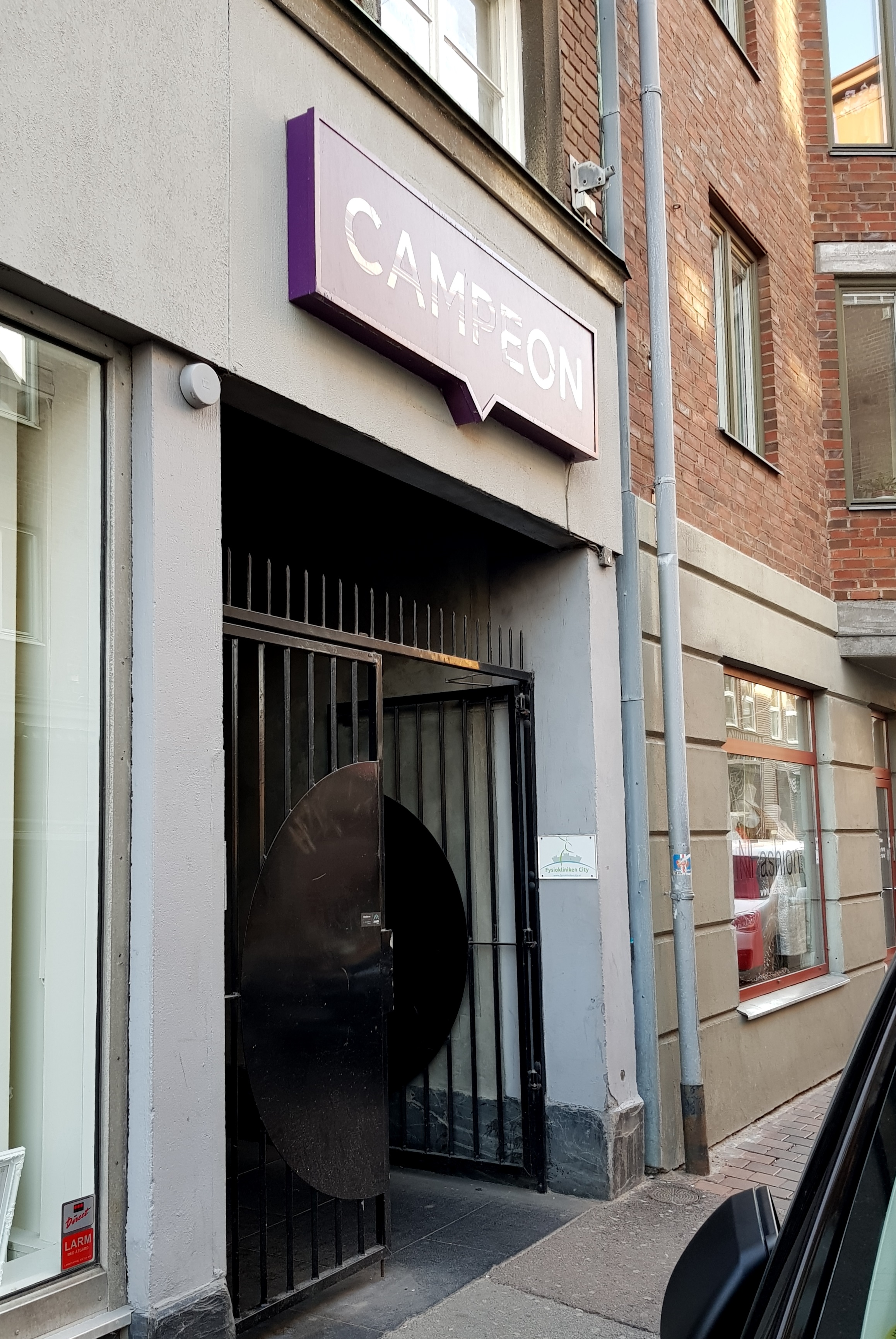
Campeon Frigymnasium i Helsingborg.

Campeon Frigymnasium är en  gymnasieskola i Helsingborg, grundad år 2002 av Christer Andersson och Katja Tamner. Skolan, med omkring 190 elever, har ett samhällsprogram med inriktning kommunikation. 
Campeon Frigymnasium toppar listan över skolor som satsar mest på läroböcker i Sverige .